# محمد بن سليمان بن عبد الله الكامل
محمد بن سليمان بن عبدالله الكامل الهاشمي القرشي  وهو ابن أخ إدريس الأول وابن عم إدريس الثاني .

## نسبه
هو محمد بن سليمان بن عبد الله الكامل بن الحسن المثنى بن الحسن بن علي بن أبي طالب بن عبد المطلب بن هاشم بن عبد مناف بن قُصَي بن كلاب بن مرة بن كعب بن لؤي بن غالب بن فهر بن مالك بن النضر بن كنانة بن خزيمة بن مدركة بن إلياس بن مضر بن نزار بن معد بن عدنان.

## تاريخه
ذاع صيت محمد بن سليمان في نواحي تاهرت طلبا للبيعة ولم يستقر له المقام بها وتوجه لـتلمسان بعين الحوت أين قبلت به القبائل البربرية على رأسها زناتة وغيرهم خاصة أن العلويين والبربر كانوا ضد حكم العباسيين ولعل النسب الشريف وطد العلاقة بينهم وبحكم إدريس الثاني ابن عمه دخل تحت طاعته وحكم لمدة 14 سنة من 213هـ لغاية 227 هـ.

## أبنائه
كان لمحمد بن سليمان عشرة
1. عبد الله
2. أحمد
3. محسن
4. إدريس .
5. الحسن
6. الحسين
7. الناصر
8. يوسف
9. علي
10. عبد الرحمن

## الممالك السليمانية
كانت لأبناء محمد بن سليمان حكم وإمارة على العديد من مدن الغرب الجزائر ويصطلح عليها بما يعرف الممالك السليمانية  إلا أن داهمها الزحف الفاطمي الذي أفنى حكمهم إلى الأبد .

## وفاته
توفي محمد بن سليمان عام 227 هـ وضريحه موجود بمقبرة مول الدومة بـوهران .